# Zülha Armutçu
Zülha Armutçu (* 1. August 2002 in Trabzon) ist eine türkische Leichtathletin, die sich auf den Sprint spezialisiert hat.

## Sportliche Laufbahn
Erste Erfahrungen bei internationalen Meisterschaften sammelte Zülha Armutçu beim Europäischen Olympischen Jugendfestival (EYOF) 2017 in Győr, bei dem sie mit 26,85 s in der ersten Runde im 200-Meter-Lauf ausschied und mit der türkischen 4-mal-100-Meter-Staffel mit 52,11 s den Finaleinzug verpasste. Im Jahr darauf belegte sie bei den U18-Balkan-Meisterschaften in Istanbul in 12,50 s den vierten Platz im 100-Meter-Lauf und anschließend wurde sie bei den U20-Balkan-Meisterschaften ebendort über 200 Meter disqualifiziert. Kurz darauf kam sie bei den U18-Europameisterschaften in Győr mit 12,53 s nicht über die Vorrunde über 100 Meter hinaus. 2019 schied sie bei den U20-Balkan-Hallenmeisterschaften in Istanbul mit 7,86 s in der ersten Runde im 60-Meter-Lauf aus und im Sommer gelangte sie bei den U20-Balkan-Meisterschaften in Cluj-Napoca mit 12,31 s auf den vierten Platz über 100 Meter, ehe sie bei den U18-Balkan-Meisterschaften in Istanbul mit 12,42 s im Vorlauf ausschied. Im Jahr darauf gewann sie bei den U20-Balkan-Hallenmeisterschaften ebendort in 7,60 s die Bronzemedaille über 60 Meter und im Sommer sicherte sie sich bei den U20-Balkan-Meisterschaften ebenda mit 11,94 s die Silbermedaille über 100 Meter und belegte mit der 4-mal-100-Meter-Staffel in 47,84 s Rang vier. 2021 wurde sie bei den U20-Balkan-Hallenmeisterschaften in Sofia in 7,59 s Vierte über 60 Meter und belegte anschließend bei den Balkan-Meisterschaften in Istanbul in 7,57 s den siebten Platz. Mitte Juni gewann sie bei den U20-Balkan-Meisterschaften ebendort in 11,86 s die Silbermedaille im 100-Meter-Lauf und gelangte über 200 Meter mit 24,72 s auf Rang vier. Daraufhin schied sie bei den U20-Europameisterschaften in Tallinn mit 11,98 s und 24,65 s jeweils in der ersten Runde über 100 und 200 Meter aus und wurde mit der Staffel im Vorlauf disqualifiziert. Anschließend kam sie auch bei den U20-Weltmeisterschaften in Nairobi mit 12,14 s und 25,15 s nicht über die Vorrunde über 100 und 200 Meter hinaus. 2022 gelangte sie bei den Balkan-Meisterschaften in Craiova mit 25,01 s auf den vierten Platz im B-Lauf über 200 Meter und 2024 schied sie bei den Balkan-Meisterschaften in Izmir mit 11,95 s im Vorlauf über 100 Meter aus.
2021 wurde Armutçu türkische Meisterin im 100-Meter-Lauf sowie 2022 Hallenmeisterin über 200 Meter.

## Persönliche Bestzeiten
- 100 Meter: 11,75 s (+1,8 m/s), 4. Juni 2021 in Bursa
  - 60 Meter (Halle): 7,55 s, 23. Januar 2021 in Istanbul
- 200 Meter: 24,15 s (+1,9 m/s), 30. Mai 2021 in Bursa
  - 200 Meter (Halle): 24,53 s, 26. Februar 2022 in Istanbul